# Agatha (film)
Pour les articles homonymes, voir Agatha.
Pour plus de détails, voir Fiche technique et Distribution.
Agatha est un film britannique réalisé par Michael Apted, sorti en 1979.

## Synopsis
Durant 11 jours en décembre 1926, Agatha Christie disparait soudainement sans laisser de traces...

## Fiche technique
- Titre : Agatha
- Titre original : Agatha
- Réalisation : Michael Apted
- Scénario : Arthur Hopcraft et Kathleen Tynan d'après une histoire de cette dernière
- Images : Vittorio Storaro
- Musique : Johnny Mandel
- Production : Jarvis Astaire et Gavrik Losey
- Pays de production : Royaume-Uni
- Format : Couleur (Technicolor) - 1,85:1
- Genre : Drame, Biographie
- Durée : 105 minutes
- Dates de sortie :
  - États-Unis : 9 février 1979
  - France : 23 mai 1979
- Affiche : Bill Gold (États-Unis)

## Distribution
- Dustin Hoffman (VF : Pierre Arditi) : Wally Stanton
- Vanessa Redgrave (VF : Régine Blaess) : Agatha Christie
- Timothy Dalton (VF : Hubert Noël) : le colonel Archibald Christie
- Helen Morse (VF : Évelyn Séléna) : Evelyn Crawley
- Celia Gregory (VF : Michèle André (actrice)) : Nancy Neele
- Paul Brooke (VF : Yves Barsacq) : John Foster
- Carolyn Pickles (VF : Nelly Vignon) : Charlotte Fisher
- Timothy West (VF : Yves Brainville) : Kenward
- Tony Britton (VF : Jean-François Laley) : William Collins
- Alan Badel (VF : Jacques Thébault) : Lord Brackenbury
- Donald Nithsdale (VF : René Bériard) : l'oncle Jones
- Sandra Voe (VF : Sylvie Moreau (actrice française)) : Cora, la thérapeute
- Barry Hart (VF : Raymond Loyer) : le superintendant MacDonald
- Jill Summers (VF : Lita Recio) : la tante de Nancy
- Chris Fairbank (VF : Marc de Georgi) : Luland, le propriétaire du café
- Ray Gatenby (VF : Bernard Musson) : un préposé à l'accueil du déjeuner littéraire
- Hubert Rees (VF : Jacques Ciron) : un préposé à l'accueil du déjeuner littéraire
- Liz Smith (VF : Jeanne Val) : Flora, la femme de chambre de l'hôtel
- Peter Arne (VF : René Renot) : le directeur de l'hôtel
- D. Geoff Tomlinson (VF : Jacques Ferrière) : le réceptionniste de l'hôtel
- John Joyce (VF : Max André (acteur)) : Hotel Waiter
- Jonathan Benson (VF : Jacques Ferrière) : François, le maître d'hôtel du Charter Horse (non-crédité)